# Morristown, New York

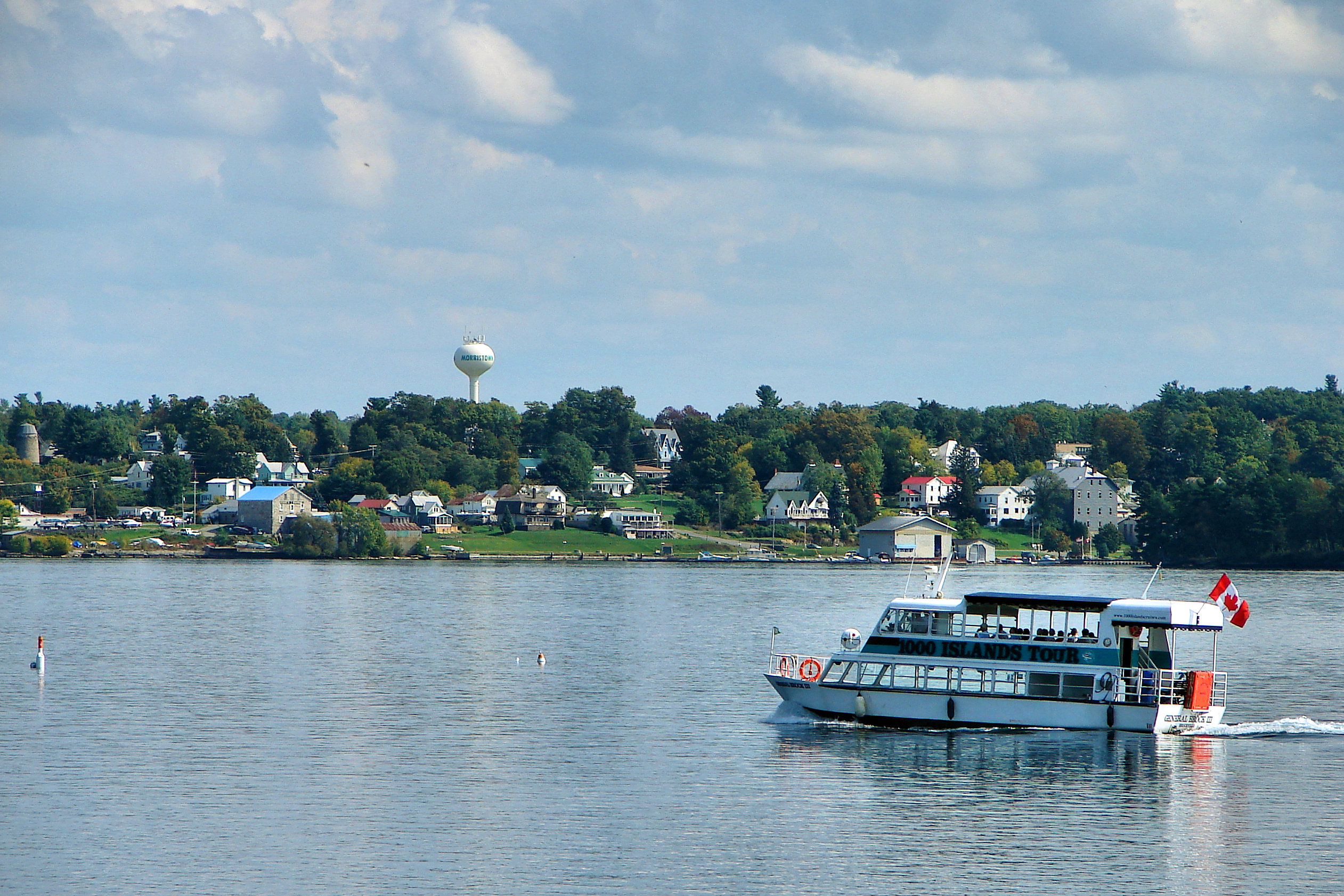
Morristown sett från Brockville i Kanada, på andra sidan Saint Lawrencefloden.

Morristown är en kommun (town) i St. Lawrence County i delstaten New York i USA. Vid folkräkningen år 2000 bodde 2 050 personer i kommunen. Den har enligt United States Census Bureau en area på totalt 153,9 km² varav 35,1 km² är vatten. 
Kommunen är döpt efter Gouverneur Morris, en av undertecknarna till USA:s självständighetsförklaring. 